# Теніс на літніх Олімпійських іграх 1896
На літніх Олімпійських іграх 1896 р. відбулись два тенісних турніри, обидва для чоловіків. Вони розпочались 8 квітня і продовжились 9 квітня, 10 квітня та 11 квітня. На змаганнях з тенісу взяли участь 13 учасників із шести країн, серед яких сім греків. Багато парних команд були змішаної національності, включаючи всі три пари призерів. Жоден з провідних гравців того часу, таких як чемпіон Вімблдону Гарольд Магоні, чемпіон США Роберт Ренн, Вільям Ларнед або Вільфред Бадделі, не брав участі. Для збільшення кількості спортсменів організація додала спортсменів з інших олімпійських змагань, серед яких важкоатлет Момчило Тапавіца, метальник молота Джордж С. Робертсон та бігуни на 800 метрів Едвін Флек та Фрідріх Траун.

## Медальний підсумок

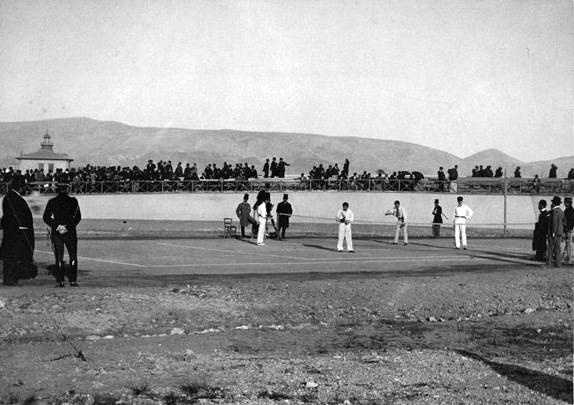
Теніс на літніх Олімпійських іграх 1896 року

Ці медалі присвоюються Міжнародним олімпійським комітетом заднім числом; на той час переможцям вручали срібну медаль, а другим — бронзові. Спортсмени, які посіли третє місце, не отримали нагороди.

### Події
| Дисципліни          | Золото                                    | Срібло                                        | Бронза                                      |
| ------------------- | ----------------------------------------- | --------------------------------------------- | ------------------------------------------- |
| Одиночний, чоловіки | Джон Боланд                               | Діонісіос Касдагліс                           | Константінос Паспатіс                       |
| Одиночний, чоловіки | Джон Боланд                               | Діонісіос Касдагліс                           | Момчило Тапавіца                            |
| Парний, чоловіки    | Змішана команда Джон Боланд Фрідріх Траун | Діонісіос Касдагліс і Деметріос Петрококкінос | Змішана команда Едвін Флек Джордж Робертсон |

### Медальний стіл
| Місце              | Країна             | Золото | Срібло | Бронза | Загалом |
| ------------------ | ------------------ | ------ | ------ | ------ | ------- |
| 1                  | Змішана команда    | 1      | 0      | 1      | 2       |
| 2                  | Велика Британія    | 1      | 0      | 0      | 1       |
| 3                  | Греція             | 0      | 2      | 1      | 3       |
| 4                  | Угорщина           | 0      | 0      | 1      | 1       |
| Загалом (4 збірні) | Загалом (4 збірні) | 2      | 2      | 3      | 7       |

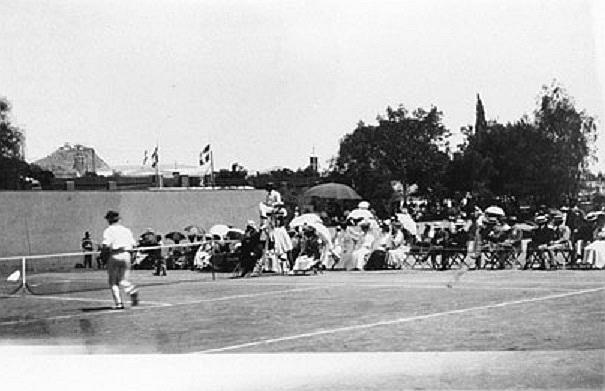
Фінал Одиночного розряду олімпійського тенісу 1896 року

Конкуренти з Австралії та Німеччини вигравали медалі лише у складі змішаної команди у парному розряді.

## Країни-учасниці
Всього на Іграх в Афінах змагались 13 тенісистів з 6 країн:
- Австралія (1)
- Велика Британія (2)
- Греція (7)
- Німеччина (1)
- Угорщина (1)
- Франція (1)

Міжнародне товариство олімпійських істориків дає лише тринадцять гравців; за їхніми словами, британські гравці Френк та Джордж Маршалл не брали участі. Інші джерела включають Маршаллів, щоб охопити 15 гравців.